# USS Cowpens (CVL-25)
USS Cowpens (CV-25/CVL-25/AVT-1), pseudonim The Mighty Moo – lekki lotniskowiec floty amerykańskiej z czasów II wojny światowej należący do typu Independence.
„Cowpens”, nazwany tak po bitwie pod Cowpens stoczonej podczas wojny o niepodległość, został zwodowany 17 stycznia 1943 roku w stoczni New York Shipbuilding w Camden w New Jersey. Jego matką chrzestną była M.H. Spruance (córka admirała floty Williama F. Halseya Jr.). Jego przyjęcie do służby odbyło się 28 maja 1943 roku, a jego pierwszym dowódcą był komandor R.P. McConnell. Został on przekwalifikowany na CVL-25 15 lipca 1943 roku.

## Służba operacyjna

### II wojna światowa

#### 1943
Wypływając z portu w Filadelfii 29 sierpnia 1943, „Cowpens” wpłynął do Pearl Harbor 19 września, żeby rozpocząć aktywną i wybitną służbę, za którą nadano mu Navy Unit Commendation. „Cowpens” następnie wypłynął razem z Task Force 14 w celu zaatakowania wyspy Wake 5-6 października. Następnie po ataku na Wake wrócił on do Pearl Harbor w celu przygotowania się do uderzenia na Wyspy Marshalla jeszcze przed inwazją na te wyspy. „Cowpens” wypłynął z Pearl Harbor 10 listopada w celu przeprowadzenia nalotów lotniczych na atole Makin i Milie pomiędzy 19 a 24 listopada oraz na Kwajalein i Wotje 4 grudnia, wracając do swej bazy 9 grudnia.

#### 1944

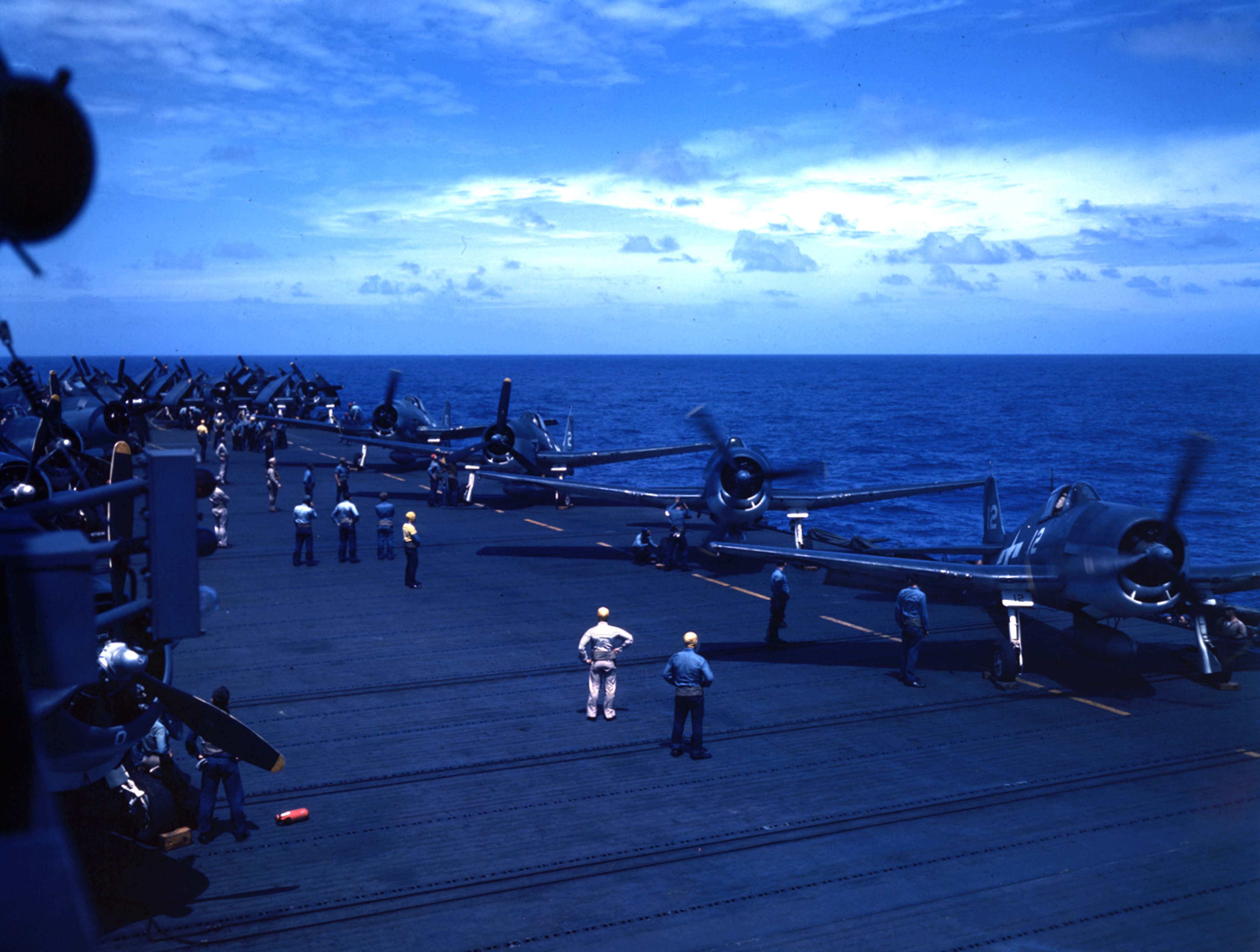
Myśliwce F6F Hellcat rozgrzewają silniki na pokładzie lotniskowca USS „Cowpens” przed wyruszeniem na misję zbombardowania Wysp Marshalla, styczeń 1944

Razem z innymi jednostkami Task Force 58, „Cowpens” opuścił port w Pearl Harbor 16 stycznia 1944 w celu wsparcia inwazji na Wyspy Marshalla. Jego samoloty bombardowały Kwajalein oraz Eniwetok podczas ostatnich trzech dni tego miesiąca przed atakiem lądowym na te wyspy 31 stycznia. Dzięki użyciu atolu Majuro jako bazy, siły amerykańskie uderzyły na Truk 16-17 lutego i na Wyspy Mariańskie 21-22 lutego przed powrotem do Pearl Harbor 4 marca. Po powrocie na atol Majuro, Task Force 58 stworzyło tam bazę w celu atakowania z tego rejonu zachodnich Karolin. „Cowpens” wspierał także powietrzne oraz przeciwpodwodne patrole podczas nalotów na Palau, Yap, Ulithi i Woleai pomiędzy 30 marca a 1 kwietnia. Po operacjach w pobliżu Nowej Gwinei podczas inwazji na Hollandię pomiędzy 21 a 28 kwietnia, „Cowpens” wziął udział atakach na Truk, Satawan i Ponape między 29 kwietnia a 1 maja, wracając następnie na Majuro 14 maja w celu przeprowadzenia treningów.
Od 6 czerwca do 10 lipca 1944, „Cowpens” brał udział w operacji na Marianach. Jego samoloty bombardowały Saipan w celu wsparcia wojsk lądowych oraz wykonywały także naloty wspierające na Iwo Jimę, wyspy Pagan i Rota oraz na Guam. Jego samoloty wzięły także udział w bitwie na Morzu Filipińskim między 19 a 20 czerwca, uzyskując dużą liczbę zestrzelonych maszyn japońskich. Po krótkim przeglądzie w Pearl Harbor, „Cowpens” szybko dołączył do Fast Carrier Task Force w pobliżu Eniwetok 17 sierpnia. Następnie 29 sierpnia, „Cowpens” popłynął na Palau w celu przeprowadzenia na tej wyspie przed inwazyjnych nalotów. Jego ataki były istotnym wstępem do powrotu na Filipiny. Między 13 a 17 września został on odłączony od swoich sił, by wspomóc lądowania na Morotai. Po wykonaniu tego zadania dołączył on do poszukiwawczych, patrolowych oraz atakujących misji w pobliżu wyspy Luzon pomiędzy 21 a 24 września. „Cowpens” razem ze swoim Task Group wysyłał także naloty lotnicze w celu zneutralizowania japońskich baz na Okinawie i Formozie między 10 a 14 października, a także kiedy USS "Canberra" i USS "Houston" zostały trafione przez torpedy, „Cowpens” zapewnił im ochronę lotniczą w celu ich bezpiecznego wycofania się z pola bitwy. Następnie „Cowpens” powrócił do swojego Task Group 20 października. W drodze powrotnej na atol Ulithi, został on wezwany na Filipiny, kiedy japońska flota zaczęła zagrażać inwazji na Leyte i podczas bitwy w cieśninie Surigao, jednej z faz decydującej bitwy w zatoce Leyte pomiędzy 25 a 26 października, przeprowadzał on bojowe patrole lotnicze dla okrętów US Navy, które ścigały resztki uciekającej floty japońskiej. Podczas kontynuowania swoich operacji wspierających dla sukcesywnych postępowań na Filipinach, w grudniu samoloty z USS „Copwens” atakowały nieustannie japońskie stanowiska na Luzonie. Podczas katastrofalnego tajfunu Kobra 18 grudnia, „Cowpens” stracił jednego członka załogi: oficera lotniczego komandora podporucznika Roberta Price’a oraz kilkadziesiąt samolotów i trochę wyposażenia, ale umiejętna naprawa jego załogi zapobiegła większym uszkodzeniom i okręt dopłynął do atolu Ulithi bez większych problemów 21 grudnia w celu naprawy uszkodzeń zadanych mu podczas sztormu.

#### 1945

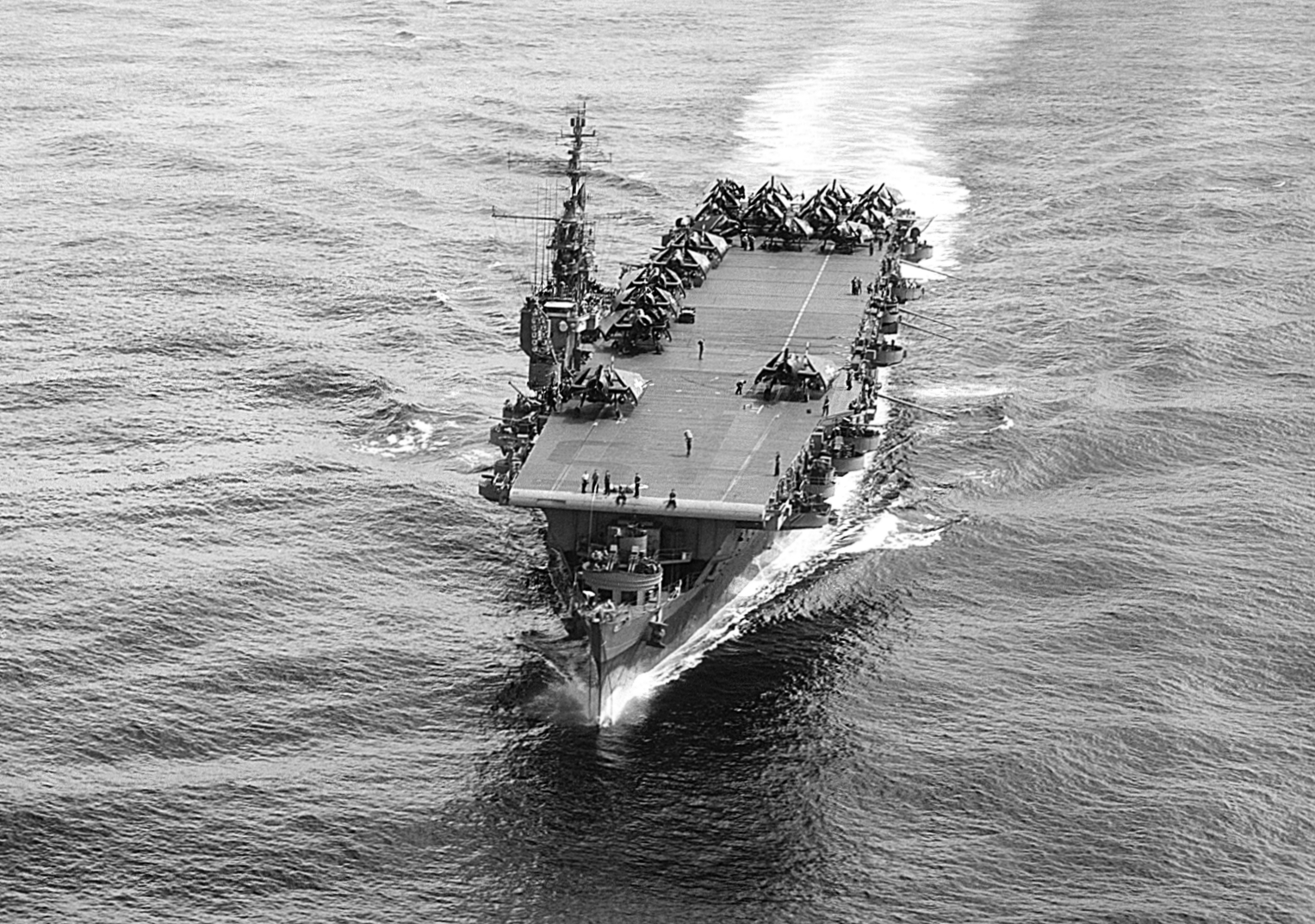
USS "Cowpens" w drodze w 1945 roku. Na jego pokładzie widać samoloty Carrier Air Group 22

Od 30 grudnia 1944 do 26 stycznia 1945 „Cowpens” wspierał lądowania w zatoce Lingayen. Jego samoloty bombardowały także w styczniu cele na Formozie, Luzonie, wybrzeże Indochin i rejon Hongkong-Kanton oraz Okinawę. 10 lutego „Cowpens” wypłynął z atolu Ulithi w celu wsparcia lądowania na Iwo Jimie. Jednocześnie jego samoloty zbombardowały rejon Tokio oraz wspierały lądowania na Iwo Jimie między 19 a 22 lutego. Jego samoloty zbombardowały także cele na Okinawie 1 marca.
13 czerwca po przeglądzie w San Francisco i treningu w Pearl Harbor, „Cowpens” popłynął w kierunku zatoki San Pedro znajdującej się na Leyte. W drodze na Filipiny samoloty z jego pokładu zbombardowały też wyspę Wake 20 czerwca. Po dołączeniu do Task Force 58, „Cowpens” wypłynął 1 lipca z zatoki San Pedro, by wziąć udział w ostatnich nalotach bombowych na japońskie wyspy macierzyste. Jego samoloty bombardowały Tokio, Kure oraz inne miasta znajdujące się na Hokkaido i Honsiu do 15 sierpnia. „Cowpens” był pierwszym amerykańskim lotniskowcem, który wpłynął do portu w Tokio. Znajdując się poza Zatoką Tokijską do okupacyjnych lądowań rozpoczętych 30 sierpnia, samoloty „Cowpensa” rozpoczęły fotograficzne misje rozpoznawcze w celu patrolowania lotnisk i ruchów okrętów oraz do lokalizacji i zaopatrywania obozów jenieckich. Marynarze z USS „Cowpens” byli pierwszymi Amerykanami, którzy postawili swoje stopy na japońskim terytorium i byli w dużej mierze odpowiedzialni za uruchomienie awaryjnego lotniska w pobliżu Yokosuki i wyzwolenie obozu jenieckiego koło Niigata. Od 8 listopada 1945 do 28 stycznia 1946 „Cowpens” przeprowadził dwa rejsy do Pearl Harbor, Guam i Okinawy w celu przewiezienia z powrotem żołnierzy-weteranów w wyniku operacji Magic Carpet.

### Po wojnie
3 grudnia 1946 „Cowpens” został przeniesiony do rezerwy i osadzony na Mare Island. 15 maja 1959 roku został przekwalifikowany na transportowiec samolotów z nowym numerem burtowym – AVT-1. Następnie 1 listopada został skreślony z listy floty i sprzedany na złom.

## Odznaczenia
Ponadto oprócz Navy Unit Commendation, „Cowpens” otrzymał także 12 battle stars za swoją służbę podczas II wojny światowej.